# 齐振瑛
齐振瑛（1927年2月—2019年9月12日），男，河北玉田人，中华人民共和国政治人物，曾任长沙市人民政府市长，湖南省人民检察院检察长、党组书记。